# Mézières-lez-Cléry
Mézières-lez-Cléry é uma comuna francesa na região administrativa do Centro, no departamento Loiret. Estende-se por uma área de 26,5 km². Em 2010 a comuna tinha 839 habitantes (densidade: 31,7 hab./km²).